# Slow Down (Selena Gomez)
Slow Down è un singolo della cantante statunitense Selena Gomez, pubblicato il 20 agosto 2013 come secondo estratto dal primo album in studio Stars Dance.

## Descrizione
Slow Down è stata composta da Lindy Robbins, Julia Michaels, Freddy Wexler, Niles Hollowell-Dhar e da David Kuncio; gli ultimi due si sono occupati inoltre della produzione. Si tratta di un brano dai ritmi dance pop ed elettronici ed è influenzato dal dubstep, mentre il testo parla di prendere un rapporto sentimentale con calma anziché fare tutto di fretta.

## Video musicale
Il video, girato a Parigi (Francia), è stato pubblicato il 19 luglio 2013. Esso mostra alcune scene in cui la cantante è seduta sul sedile posteriore di una Mercedes-Benz W100 con altre in cui balla all'interno di una discoteca insieme ad altri ballerini.

## Tracce
Download digitale
1. Slow Down – 3:30
2. Lover in Me – 3:28
3. I Like It That Way – 4:11
4. Come & Get It (Cosmic Dawn Club Remix) – 6:28

Download digitale – Remixes
1. Slow Down (Chew Fu Refix) – 5:48
2. Slow Down (Danny Verde Remix) – 6:49
3. Slow Down (DJLW Remix) – 6:56
4. Slow Down (Jason Nevins Remix) – 5:54
5. Slow Down (Smash Mode Remix) – 5:21

Download digitale – Reggae Remix
1. Slow Down (Sure Shot Rockers Reggae Remix) – 7:15
2. Slow Down (Sure Shot Rockers Reggae Radio Edit) – 3:38
3. Slow Down (Sure Shot Rockers Reggae Dub Remix) – 3:15

## Classifiche
| Classifica (2013) | Posizione massima |
| ----------------- | ----------------- |
| Austria           | 71                |
| Belgio (Vallonia) | 40                |
| Canada            | 29                |
| Francia           | 31                |
| Irlanda           | 98                |
| Repubblica Ceca   | 12                |
| Regno Unito       | 106               |
| Stati Uniti       | 27                |

## Date di pubblicazione
| Paese | Data             | Formati                            |
| ----- | ---------------- | ---------------------------------- |
| Mondo | 20 agosto 2013   | Download digitale – Remixes        |
| Mondo | 20 agosto 2013   | Download digitale – Reggae Remixes |
| Mondo | 6 settembre 2013 | Download digitale                  |